# Halopteris gemellipara
Halopteris gemellipara är en nässeldjursart som beskrevs av Wilfrid Arthur Millard 1962. Halopteris gemellipara ingår i släktet Halopteris och familjen Halopterididae. Inga underarter finns listade i Catalogue of Life.